# The Old Bachelor
The Old Bachelor è la commedia d'esordio di William Congreve, rappresentata per la prima nel marzo 1693 al Theatre Royal Drury Lane di Londra.

## Trama
La trama dell'opera si compone di tre intrecci: gli intrighi sentimentali delle due witty couples (Bellmour ed Araminta, Vainlove e Belinda), la vicenda sentimentale di Heartwell (il vecchio scapolo del titolo) ed infine le vicissitudini dei coniugi Fondlewife.

## Fortuna della commedia
La commedia ottenne un grande successo, sia quando venne rappresentata che successivamente quando venne stampata. Tale successo è il risultato di un insieme di elementi disparati. Innanzitutto le qualità, soprattutto linguistiche, della commedia, quindi l'abile interpretazione degli attori (i più famosi dell'epoca, da Thomas Betterton a Elizabeth Barry) ed infine l'attesa e la pubblicità che scaturirono dal fatto che la commedia, pronta già nel 1692, per una serie di lutti nella compagnia venne rappresentata solo nel marzo dell'anno seguente.
Nonostante il grande successo ed i notevoli elogi ricevuti, The Old Bachelor si caratterizza per delle debolezze che col passare dei secoli la critica ha messo in evidenza: scarsa originalità e mancanza di unità fra i diversi intrecci.